# Notholaena capillus
Notholaena capillus là một loài dương xỉ trong họ Pteridaceae. Loài này được A.St.-Hil. ex Christ mô tả khoa học đầu tiên năm 1902.
Danh pháp khoa học của loài này chưa được làm sáng tỏ. 